# ダニエレ・パデッリ
ダニエレ・パデッリ（Daniele Padelli, 1985年10月15日 - ）は、イタリア・レッコ出身のサッカー選手。ウディネーゼ・カルチョ所属。ポジションはGK。

## 経歴

### クラブ
2004年にUCサンプドリアに加入。2005年、セリエC1（3部リーグ）のUSペルゴレッテーゼ1932へレンタル中にプロデビューを果たした。
2007年1月にはイングランド・プレミアリーグのリヴァプールFCへレンタル移籍。2007年5月13日に行われたチャールトン・アスレティックFC戦でプレミアリーグ初出場。キャリア初の1部リーグデビューとなった。しかしペペ・レイナからポジションを奪えず、契約通り半年で退団した。
その後は中堅・下位クラブを渡り歩き、2013年にセリエAのトリノFCへ自由移籍で加入。2013-14シーズンにはジャン＝フランソワ・ジレのポジションを奪い全38試合に出場しクラブの7位躍進に貢献。しかし2015年にジョー・ハートがレンタル加入するとポジションを奪われた。
2017年7月3日、フアン・パブロ・カリーソが退団し第2GKが不在になったインテルナツィオナーレ・ミラノと2年契約を結んだ。

### 代表
イタリア代表として世代別代表に選出され、2014年8月にはアントニオ・コンテ監督によってイタリア代表に初招集された。

## 人物・エピソード
- 2015年5月6日のエンポリFC戦で、味方からのバックパスを受けて蹴り出そうとしたところでキックミスを犯し、ボールをゴールに蹴り込んでしまい、オウンゴールで先制を許した。結局試合はパデッリのオウンゴールが決勝点となりエンポリが勝利し、エンポリはセリエＡ残留が決定した[3]。